# اوزگور اوزاتا
اوزگور اوزاتا (ترکی استانبولی: Özgür Özata؛ زادهٔ ۱۷ فوریهٔ ۱۹۷۷) هنرپیشه، پدیدآور، نویسنده، و بازیگر سینما اهل آلمان است.